# Álvaro Lloreda
Álvaro Lloreda Caicedo (Cali, 15 de octubre de 1903 -Ibídem, 10 de abril de 1985) fue un empresario, periodista, diplomático y político colombiano, miembro del Partido Conservador Colombiano.

## Biografía
En compañía de sus hermanos, Lloreda fundó en 1949 el periódico El País, diario que continúa en operaciones hasta el día de hoy, y es uno de los periódicos conservadores más importantes del país, y el más importante e influyente de Cali. Lloreda fue el director del diario por 25 años.
Como político, Lloreda ocupó una curul en el senado y en la cámara de representantes de Colombia en nombre de los conservadores; también fue nombrado alcalde de Cali en los años 40. En 1974, el gobierno de Misael Pastrana lo nombró embajador en España.
Su influencia sobre la sociedad vallecaucana (pues sus hijos y descendientes fueron prominentes políticos y empresarios de su país), llevó a que sus detractores acuñaran el término de Lloredato, para referirse a las actividades de la familia.